# La Victoria, Chilón
La Victoria är en ort i Mexiko.   Den ligger i kommunen Chilón och delstaten Chiapas, i den sydöstra delen av landet, 800 km öster om huvudstaden Mexico City. La Victoria ligger 1 286 meter över havet och antalet invånare är 298.
Terrängen runt La Victoria är huvudsakligen kuperad, men västerut är den bergig. Runt La Victoria är det glesbefolkat, med 16 invånare per kvadratkilometer. Närmaste större samhälle är Pantelhó, 17,6 km väster om La Victoria. I omgivningarna runt La Victoria växer i huvudsak städsegrön lövskog.